# Tossoni
Tossoni é uma vila e comuna rural da circunscrição de Cutiala, na região de Sicasso ao sul do Mali. Segundo censo de 1998, havia 5 426 residentes, enquanto segundo o de 2009, havia 8 793. A comuna inclui 5 vilas.